# Diggi Palace
 (février 2021).
Le Diggi Palace est un palais royal indien situé à Jaipur, au Rajasthan. Il a été transformé en hôtel patrimonial, mais une partie est toujours occupée par la famille royale, qui gère également l'hôtel. Le festival annuel de littérature de Jaipur s'y tient depuis 2006.

## Histoire
L'ancien haveli appartient aux Thakurs (Khangarot Rajputs) de Diggi, un thikana ou domaine situé 40 km au sud-ouest de Jaipur. Le palais de Diggi occupait l'espace de l'actuel «Albert Hall Museum», mais a ensuite été déplacé vers son emplacement actuel. En 1991, le palais a été converti en hôtel du patrimoine et a été ouvert au public.